# Sydkoreas volleyballlandshold (damer)
Sydkoreas volleyballlandshold er Sydkoreas landshold i volleyball. Holdet har vundet bronze ved OL 1976 og VM 1967 og 1974. 